# Macération carbonique

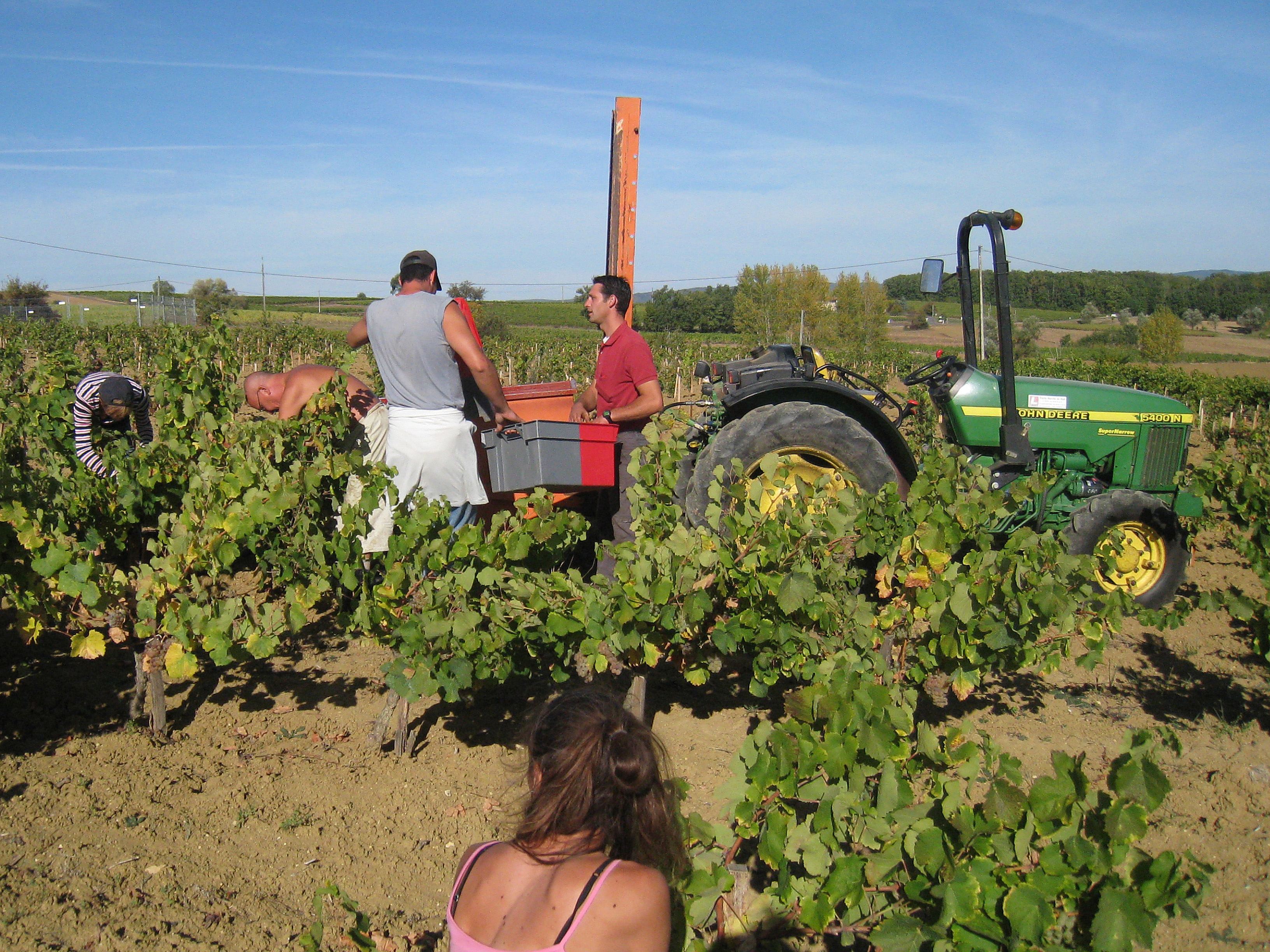
Vendanges en petites caisses à Gaillac pour l'obtention d'un vin primeur par macération carbonique

La macération carbonique est une technique de vinification du vin primeur, mais elle convient également à l’obtention du vin de garde. Elle a été initiée en France par Michel Flanzy et perfectionnée à travers les expérimentations de Jules Chauvet.

## Technique

### Théorie
Elle nécessite des baies de raisins intactes : on doit donc impérativement faire les vendanges à la main en récipients bas. La technique consiste à mettre les grappes entières, non éraflées et non foulées, dans une cuve hermétique saturée de dioxyde de carbone. Il se produit alors une fermentation intracellulaire que Louis Pasteur, après Lechartier et Bellamy, avait déjà décrite.
L'utilisation de la macération carbonique est intéressante pour les caractéristiques particulières qu'elle confère au vin : arômes typiques de « fruits frais » (amyliques), présence de tanin réduite. Son principal inconvénient est de favoriser les risques microbiens notamment à froid lorsque le départ en fermentation est languissant.

### Mise en œuvre
La stricte macération carbonique ne peut se faire qu'en très petit volume où le raisin ne s'écrase pas. Cette technique utilisée à grande échelle est en fait une macération semi-carbonique. Le processus commence à l'intérieur des grains et s'interrompt lors de leur écrasement.
Un ou deux jours avant le début des vendanges, le vigneron récolte l'équivalent de 10 % du volume d'une cuve. Il foule ce raisin pour favoriser un départ en fermentation rapide et un début de production de CO2. Ce pied de cuve va permettre de saturer la cuve en CO2 et d'isoler la vendange de l'action de l'oxygène. L'écrasement progressif de la vendange sous son poids et du fait de la fermentation alcoolique va libérer progressivement du moût dans la cuve. Après cette phase de macération carbonique la vinification peut se poursuivre selon un schéma classique. Cependant le décuvage se fait avant complète fermentation ; cette méthode permet une extraction plus rapide des anthocyanes colorantes et des précurseurs d'arômes. De plus, la maîtrise de la fin de fermentation est plus facile en moût que sous marc. Le gaz carbonique produit par la première cuve servira à inerter les cuves suivantes.
Lors du décuvage, le jus de goutte (jus sorti naturellement du raisin) représente environ 60 % du volume de vin potentiel. Il est coloré, riche en alcool, peu acide et très parfumé. Le jus de presse (jus sorti du raisin sous l'action du pressoir) est plus clair, plus faible en alcool, moins aromatique, plus acide et âpre. La présence des rafles est responsable de cet état de fait. Concrètement, le viticulteur ne peut se passer de 40 % de la récolte. Un pressoir capable de montée en pression douce permet alors de récupérer les premiers jus de presse, proches du jus de tire.

### Produits obtenus
Utilisée depuis longtemps en Beaujolais, cette technique a été mise en avant pour la production de vins nouveaux ou primeurs. Il ne faut cependant pas la réduire à ce segment de marché, puisque dans le même vignoble, elle sert à élaborer des vins de garde dans les crus comme Morgon ou Moulin à vent.
Ce mode de vinification a été essayé dans les vignobles à vin de table et vin de pays pour remplacer avantageusement la thermovinification. Lors de ces essais, elle a démontré son potentiel et permis de réhabiliter le carignan N. Ce cépage de coteaux avait été introduit en plaine où ses rendements nuisaient à sa qualité. De plus, sa qualité dépendait fortement de l'âge des vignes et il est difficile d'avoir des vieilles vignes dans un vignoble en restructuration. La macération carbonique a permis de valoriser les vins de vignes jeunes, exprimant fruit et équilibre alcoolique sans l'astringence des tannins.